# Veröffentlichungen der Societas Uralo-Altaica
Die Veröffentlichungen der Societas Uralo-Altaica (VdSUA) sind eine von der Societas Uralo-Altaica (SUA) herausgegebene und vom Harrassowitz Verlag verlegte Schriftenreihe, die seit 1969 erscheint.

## Hintergrund und Geschichte
Die 1952 gegründete SUA ist eine internationale Forschungsgemeinschaft mit Sitz in Göttingen. Nach Eigenangaben ist sie in den Bereichen Uralistik (Finnougristik und Samojedistik) und Altaistik (Turkologie, Mongolistik, Tungusologie und Koreanistik) tätig. Die Bände erscheinen überwiegend auf Deutsch, einige auf Englisch. Der Band zu Xuanzangs Leben und Werk ist mehrteilig.
Herausgeber der Reihe sind von Band 1–36: Annemarie von Gabain und Wolfgang Veenker; von Band 37–46: Wolfgang Veenker und Klaus Röhrborn; von Band 47–51: István Futaky und Klaus Röhrborn; von Band 52–68: Ingrid Schellbach-Kopra und Klaus Röhrborn; ab Band 69: Cornelius Hasselblatt und Klaus Röhrborn.

## Bände
- Band 88: Salis-Livisch I. J.A. Sjögrens Manuskript. Ediert, glossiert und übersetzt von Eberhard Winkler und Karl Pajusalu. 2016.
- Band 87: Kutadgu nom bitig: Festschrift für Jens Peter Laut zum 60. Geburtstag / hrsg. von Elisabetta Ragagnin und Jens Wilkens. Unter Mitarbeit von Gökhan Şilfeler. 2015
- Band 86: Bereczki, Gábor: Etymologisches Wörterbuch des Tscheremissischen (Mari) Der einheimische Wortschatz. Nach dem Tode des Verfassers. Herausgegeben von Klára Agyagási und Eberhard Winkler. 2013.
- Band 85: Finnische Sprache, Literatur und Kultur im deutschsprachigen Raum. Suomen kieli, kirjallisuus ja kulttuuri saksankielisellä alueella. Herausgegeben von Marja Järventausta und Marko Pantermöller. 2013. (Inhaltsübersicht)
- Band 84: Bartens, Hans-Hermann: Wotische Folklore. Ein Gang durch Textpublikationen und Forschungsliteratur. 2012.
- Band 83: Larsson, Lars-Gunnar: Grenzen und Gruppierungen im Umesamischen. 2012.
- Band 82: Lapponicae investigationes et uralicae. Festschrift zum 65. Geburtstag von Lars Gunnar Larsson. Herausgegeben von Eberhard Winkler, Hans Hermann Bartens und Cornelius Hasselblatt. 2012.
- Band 81: Winkler, Eberhard: Udmurtische Grammatik. 2011.
- Band 80: Pantermöller, Marko: Der finnische Abessiv: Ein Kasus zwischen spontanem Wandel und gezielter Sprachplanung. 2011.
- Band 79: Salk, Gundula: Die Sanjira des Togolok Moldo (1860–1942). 2009.
- Band 78: Blokland, Rogier: The Russian Loanwords in Literary Estonian. 2009.
- Band 77: Hasselblatt, Cornelius: Grammatisches Wörterbuch des Estnischen. 3. durchgesehene Auflage. 2008.
- Band 76: Ungarn, Türken und Mongolen. Kleine Schriften von Hansgerd Göckenjan. Herausgegeben von Michael Knüppel und Eberhard Winkler. 2007.
- Band 75: Kahrs, Ulrike: Der Lebenszyklus bei den wolgafinnischen und permischen Völkern. Kontextfelder, Konzepte, Identität. 2008.
- Band 74: Özertural, Zekine: Der uigurische Manichäismus. Neubearbeitung von Texten aus Manichaica I und III von Albert v. Le Coq. 2008.
- Band 73: Werner, Heinrich: Die Glaubensvorstellungen der Jenissejer aus der Sicht des Tengrismus. 2007.
- Band 72: Ölmez, Mehmet: Tuwinischer Wortschatz mit alttürkischen und mongolischen Parallelen. Tuvacanın Sözvarlığı. Eski Türkçe ve Moğolca Denkleriyle. 2007.
- Band 71: Yakup, Abdurishid: Disastvustik. Eine altuigurische Bearbeitung einer Legende aus dem Catusparisat-sutra. 2006.
- Band 70: Turkologie für das 21. Jahrhundert. Herausforderungen zwischen Tradition und Moderne. Materialien der vierten Deutschen Turkologen-Konferenz Hamburg, 15.–18. März 1999. Herausgegeben von Hendrik Fenz und Petra Kappert (†). 2006.
- Band 69: Werner, Heinrich: Die Welt der Jenissejer im Lichte des Wortschatzes. Zur Rekonstruktion der jenissejischen Protokultur. 2006.
- Band 68: Geisler, Michael: Vokal-Null-Alternation, Synkope und Akzent in den permischen Sprachen. 2005.
- Band 67: Werner, Heinrich: Die Jenissej-Sprachen des 18. Jahrhunderts. 2005.
- Band 66: Mari und Mordwinen im heutigen Russland. Sprache, Kultur, Identität. Herausgegeben von Eugen Helimski, Ulrike Kahrs und Monika Schötschel. 2005.
- Band 65: Lihkkun Lehkos: Beiträge zur Finnougristik aus Anlass des sechzigsten Geburtstages von Hans-Hermann Bartens. Herausgegeben von Cornelius Hasselblatt, Eino Koponen und Anna Widmer. 2005.
- Band 64: Werner, Heinrich: Die Diathese in den Jenissej-Sprachen aus typologischer Sicht. 2005.
- Band 63: Die ural-altaischen Völker-Identität im Wandel zwischen Tradition und Moderne. Vorträge des Symposiums der Societas Uralo-Altaica vom 13.–15. Oktober 2002. Herausgegeben von Gerson Klumpp und Michael Knüppel. 2003.
- Band 62: Werner, Heinrich: M. A. Castrén und die Jenissejistik. Die Jenissej-Sprachen des 19. Jahrhunderts. 2003.
- Band 61: Indien und Zentralasien. Sprach- und Kulturkontakt. Vorträge des Göttinger Symposions vom 7. bis 10. Mai 2001. Herausgegeben von Sven Bretfeld und Jens Wilkens. 2003.
- Band 60: Pantermöller, Marko: Zur orthographischen Integration von Fremdwörtern im Finnischen. 2003.
- Band 59: Konfrontation und Identifikation. Die finnisch-ugrischen Sprachen und Völker im europäischen Kontext. Herausgegeben von János Gulya. 2002.
- Band 58: Klumpp, Gerson: Konverbkonstruktionen im Kamassischen. 2002.
- Band 57: Wŭśa wŭśa – Sei gegrüßt!: Beiträge zur Finnougristik zu Ehren von Gert Sauer, dargebracht zu seinem siebzigsten Geburtstag. Herausgegeben von Eugen Helimski und Anna Widmer. 2002.
- Band 56: Scripta Ottomanica et Res Altaicae. Festschrift für Barbare Kellner-Heinkele zu ihrem 60. Geburtstag. Herausgegeben von Ingeborg Hauenschild, Claus Schönig und Peter Zieme. 2002.
- Band 55: Hasselblatt, Cornelius: Grammatisches Wörterbuch des Estnischen. 2., völlig überarbeitete Aufl. 2001.
- Band 54: Göckenjan, Hansgerd; István Zimonyi: Orientalische Berichte über die Völker Osteuropas und Zentralasiens im Mittelalter. Die Gayhani-Tradition (Ibn Rusta, Gardizi, Hudud al-'Alam, al-Bakri und al-Marwazi). 2001.
- Band 53: Widmer, Anna: Die poetischen Formeln der nordostjakischen Heldendichtung. 2000.
- Band 52: Deltcheva-Kampf, Veronika: Onomasiologisches Modell für eine kontrastiv-typologische Betrachtung des suffixalen und kompositionellen Wortbildungsbereichs (am Beispiel des Finnischen, Ungarischen und Russischen). 2000.
- Band 51: Europa et Sibiria: Beiträge zu Sprache und Kultur der kleineren finnougrischen, samojedischen und paläosibirischen Völker. Gedenkband für Wolfgang Veenker. Herausgegeben von Cornelius Hasselblatt und Paula Jääsalmi-Krüger. 1999.
- Band 50: Werner, Heinrich: Das Jugische (Sym-Ketische). 1997.
- Band 49: Winkler, Eberhard: Krewinisch. Zur Erschließung einer ausgestorbenen ostseefinnischen Sprachform. 1997.
- Band 48: Turkologie heute – Tradition und Perspektive. Materialien der dritten Deutschen Turkologen-Konferenz Leipzig, 4.–7. Oktober 1994. Herausgegeben von Nurettin Demir und Erika Taube. 1998.
- Band 47: Studia Ottomanica. Festgabe für György Hazai zum 65. Geburtstag. Herausgegeben von Barbara Kellner-Heinkele und Peter Zieme. 1997.
- Band 46: Werner, Heinrich: Vergleichende Akzentologie der Jenissej-Sprachen. 1996.
- Band 45: Werner, Heinrich: Zur Typologie der Jenissej-Sprachen. 1995.
- Band 44: Raschmann, Simone Christiane: Baumwolle im türkischen Zentralasien. Philologische und wirtschaftshistorische Untersuchungen anhand der vorislamischen uigurischen Texte. 1995.
- Band 43: Pusztay, János: Diskussionsbeiträge zur Grundsprachenforschung (Beispiel: das Protouralische). 1995.
- Band 42: Menges, Karl H.: The Turkic Languages and Peoples. An Introduction to Turkic Studies. 2nd, revised edition. 1994.
- Band 41: Julius von Farkas zum 100. Geburtstag. Herausgegeben von István Futaky und Wolfgang Veenker. 1994.
- Band 40: Werner, Heinrich: Das Klassensystem in den Jenissej-Sprachen 1994.
- Band 39: Memoriae Munusculum. Gedenkband für Annemarie v. Gabain. Herausgegeben von Klaus Röhrborn und Wolfgang Veenker. 1994.
- Band 38: Hauel, Petra: Die ostjakischen Personennamen unter besonderer Berücksichtigung der Personennamen des 17. Jahrhunderts. 1994.
- Band 37: Sprach- und Kulturkontakte der türkischen Völker. Materialien der zweiten Deutschen Turkologen-Konferenz Rauischholzhausen 1990. Herausgegeben von Jens Peter Laut und Klaus Röhrborn. 1993.
- Band 36: Taube, Jakob: Welt und Leben in Stickereien und Märchen mittelasiatischer Völker. Untersuchungen zur Geschichte der Weltsicht. 1993
- Band 35: Hasselblatt, Cornelius: Grammatisches Wörterbuch des Estnischen. 1992.
- Band 34: Xuanzangs Leben und Werk. Herausgegeben von Alexander Leonhard Mayer und Klaus Röhrborn
  - Band 34,1: Mayer, Alexander Leonhard: Xuanzang, Übersetzer und Heiliger. 1992.
  - Band 34,2: Cien-Biographie VII. Übersetzt und kommentiert von Alexander Leonhard Mayer. 1991.
  - Band 34,3: Die alttürkische Xuanzang-Biographie VII. Nach der Handschrift von Leningrad, Paris und Peking sowie nach dem Transkript von Annemarie von Gabain. Übersetzt und kommentiert von Klaus Röhrborn 1991.
  - Band 34,4: Cien-Biographie VIII. Übersetzt und kommentiert von Uwe Frankenhauser. 1995.
  - Band 34,5: Die alttürkische Xuanzang-Biographie VIII. Nach der Handschrift von Paris, Peking und St. Petersburg sowie nach dem Transkript von Annemarie von Gabain. Herausgegeben, übersetzt und kommentiert von Klaus Röhrborn. 1996.
  - Band 34,6: Cien-Biographie VI. Übersetzt und kommentiert von Alexander Leonhard Mayer. 2001.
  - Band 34,7: Die alttürkische Xuanzang-Biographie III. Nach der Handschrift von Paris, Peking und St. Petersburg sowie nach dem Transkript von Annemarie von Gabain. Herausgegeben, übersetzt und kommentiert von Mehmet Ölmez und Klaus Röhrborn. 2001.
  - Band 34,8: Semet, Ablet: Lexikalische Untersuchungen zur uigurischen Xuanzang-Biographie. 2005.
  - Band 34,9: Die alttürkische Xuanzang-Biographie X. Nach der Handschrift von Paris, Peking und St. Petersburg sowie nach dem Transkript von Annemarie von Gabain. Ediert, übersetzt und kommentiert von Aysima Mirsultan. 2010.
  - Band 34,10: Xuanzangs Leben und Werk. Die alttürkische Xuanzang-Biographie IX: Nach der Handschrift von Paris, Peking und St. Petersburg sowie nach dem Transkript von Annemarie von Gabain. Ediert, übersetzt und kommentiert von Hakan Aydemir. 2013.
  - Band 34,11: Xuanzangs Leben und Werk / [Hui-li; Yan-cong]. Hrsg. von Alexander Leonhard Mayer und Klaus Röhrborn. Die alttürkische Xuanzang-Biographie V : nach der Handschrift von Paris und St. Petersburg sowie nach dem Transkript von Annemarie v. Gabain ediert, übersetzt und kommentiert / Siglinde Dietz ; Mehmet Ölmez ; Klaus Röhrborn
- Band 33: Schlachter, Wolfgang: Stufenwechselstörungen im Malålappischen. Aufbau oder Abbau eines Systems? 1991.
- Band 32: Jääsalmi-Krüger, Paula: Ostjakische Krankheitsnamen und deren Benennungsmotivation. Eine onomasiologisch-semasiologische Untersuchung. 1990.
- Band 31: Hasselblatt, Cornelius: Das estnische Partikelverb als Lehnübersetzung aus dem Deutschen. 1990.
- Band 30: Vorträge und Referate der Finnougrischen Arbeitstagung 9.–11. Mai 1989 in Hamburg. Herausgegeben von Wolfgang Veenker. 1990.
- Band 29: Türkische Sprachen und Literaturen. Materialien der ersten deutschen Turkologen-Konferenz Bamberg, 3.–6. Juli 1987. Herausgegeben von Ingeborg Baldauf, Klaus Kreiser und Semih Tezcan. 1991.
- Band 28: Lee, Sang-Hyup: Konfrontative Analyse zwischen dem ungarischen und koreanischen Kasussystem. 1990.
- Band 27: Buddhistische Erzählliteratur und Hagiographie in türkischer Überlieferung. Herausgegeben von Jens Peter Laut und Klaus Röhrborn. 1990.
- Band 26: Ritter, Ralf-Peter: Untersuchungen zum Partitiv im Vepsischen. 1988.
- Band 25: Feldmann, Georg Wilhelm: Wirtschaft und Markt vor dem Hintergrund der prähistorischen finnougrisch-indogermanischen Sprachberührungen. Versuch einer Deutung der Sprache als Instrument der Ökonomie. 1988.
- Band 24: Park, Soo-Young: Vergleichende Analyse der Satzgliedstellung im Deutschen, Ungarischen und Koreanischen. 1987.
- Band 23: Der türkische Buddhismus in der japanischen Forschung. Herausgegeben von Jens Peter Laut und Klaus Röhrborn. 1988.
- Band 22: Gabain, Annemarie von: Die Formensprache der uigurischen Malerei. 1987.
- Band 21: Laut, Jens Peter: Der frühe türkische Buddhismus und seine literarischen Denkmäler. 1986.
- Band 20: Dialectologia Uralica. Materialien des ersten Internationalen Symposions zur Dialektologie der uralischen Sprachen, 4.–7. September 1984 in Hamburg. Herausgegeben von Wolfgang Veenker. 1985.
- Band 19: Runen, Tamgas und Graffiti aus Asien und Osteuropa. Herausgegeben von Klaus Röhrborn und Wolfgang Veenker. 1985.
- Band 18: Documenta Barbarorum. Festschrift für Walther Heissig zum 70. Geburtstag. Herausgegeben von Klaus Sagaster und Michael Weiers. 1983.
- Band 17: Schiefer, Erhard: Überlegungen zur Tauglichkeit des Passivbegriffs und bisheriger Passivuntersuchungen, mit besonderer Berücksichtigung finnisch-ugrischer Sprachen. 1983.
- Band 16: Sprachen des Buddhismus in Zentralasien. Vorträge des Hamburger Symposiums vom 2. Juli bis 5. Juli 1981. Herausgegeben von Klaus Röhrborn und Wolfgang Veenker. 1983.
- Band 15: Ikola, Osmo: Satzentsprechungen im Finnischen. 1981.
- Band 14: Scholia. Beiträge zur Turkologie und Zentralasienkunde. Annemarie von Gabain zum 80. Geburtstag am 4. Juli 1981 dargebracht von Kollegen, Freunden und Schülern. Herausgegeben von Klaus Röhrborn und Horst Wilfrid Brands. 1981.
- Band 13: Bátori, Istiván: Russen und Finnougrier. Kontakt der Völker und Kontakt der Sprachen. 1980.
- Band 12: Festschrift für Wolfgang Schlachter zum 70. Geburtstag. Herausgegeben von Christoph Gläser und János Pusztay. 1979.
- Band 11: Bergsland, Knut: Lappische Grammatik mit Lesestücken. Aus dem Norwegischen übersetzt von Werner Dontenwill. 1976.
- Band 10: Futaky, István: Tungusische Lehnwörter des Ostjakischen. 1975.
- Band 9: Lavotha, Ödön: Kurzgefaßte estnische Grammatik. Aus dem Ungarischen übertragen von Hans-Hermann Bartens. 1973.
- Band 8: Plöger, Angela: Die russischen Lehnwörter der finnischen Schriftsprache. 1973.
- Band 7: Kobilarov, Gudrun: Die deutschen Lehnwörter der ungarischen Gemeinsprache. 1972.
- Band 6: Gabain, Annemarie von: Das Leben im uigurischen Königreich von Qočo (850–1250). 1973. 1: Textband.
- Band 5: Sajnovics, Joannis: Beweis, dass die Sprache der Ungarn und Lappen dieselbe ist. Aus dem Lateinischen übertragen von Monika Ehlers. Mit Anmerkungen und Nachwort. Herausgegeben von Gyula Décsy und Wolfgang Veenker. 1972.
- Band 4: Rückläufiges Wörterbuch der vogulischen Schriftsprache. Zusammengestellt von Wolfgang Veenker. 1971.
- Band 3: Tekin, Şinasi: Die Kapitel über die Bewusstseinslehre im uigurischen Goldglanzsutra (IX. und X.). Bearbeitet von Klaus Röhrborn und Peter Schulz. 1971.
- Band 2: Haarmann, Harald: Die indirekte Erlebnisform als grammatische Kategorie. Eine eurasische Isoglosse. 1970.
- Band 1: Radloff. Index der deutschen Bedeutungen, zusammengestellt unter Leitung und Redaktion von Annemarie von Gabain und Wolfgang Veenker. 4 Lieferungen. 1969–1972. Das Werk ist abgeschlossen.